# Hyōge mono
Hyōge mono (へうげもの) est un seinen manga de Yoshihiro Yamada, prépublié dans le magazine Morning entre 2005 et novembre 2017 et publié par l'éditeur Kōdansha en un total de 25 volumes reliés.
La série remporte le Prix de l'Excellence du 13e Japan Media Arts Festival en 2009 et le Grand Prix du 14e Prix culturel Osamu-Tezuka en 2010.
Le manga est adapté en une série télévisée d'animation de 39 épisodes produite par Bee Train et diffusée sur NHK BS-Premium entre le 7 avril 2011 et le 26 janvier 2012.

## Synopsis
Durant l'époque Sengoku, alors que l'ombre d'Oda Nobunaga plane toujours sur le Japon, le seigneur de guerre Furuta Sasuke se passionne pour la cérémonie du thé. Alors que la guerre bouleverse le monde autour de lui, il doit faire face à un conflit entre son désir d'avancement et son amour pour le meibutsuki (en).

## Personnages
Furuta Sasuke (古田 左介)
Voix japonaise : Kōji Ōkura
Un vassal d'Oda Nobunaga. C'est un esthète obsédé par la céramique, le thé et l'architecture. Il est marié à Osen (Voix japonaise : Megumi Toyoguchi).
Oda Nobunaga (織田 信長)
Voix japonaise : Rikiya Koyama
Un homme ambitieux qui cherche à prendre le contrôle du Japon mais aussi des dynasties Ming (chinoise) et Joseon (coréenne). Sasuke est l'un de ses vassaux.
Sen no Sōeki (千 宗易)
Voix japonaise : Nobuo Tanaka
Le plus influent des maîtres du thé. Il poursuit avidement une vie centrée autour de la vision du monde wabi. Sasuke est l'un de ses élèves.
Hashiba Hideyoshi (羽柴 秀吉)
Voix japonaise : Masashi Ebara
Un vassal d'Oda Nobunaga qui devient puissant après la mort de ce dernier. Il aime les femmes et n'a aucun sens de l'esthétique.
Akechi Mitsuhide (明智 光秀)
Voix japonaise : Hideyuki Tanaka
Un vassal idéaliste d'Oda Nobunaga ressentant de l'antipathie envers la politique de son seigneur.
Tokugawa Ieyasu (徳川 家康)
Voix japonaise : Shingo Tsurumi
Un loyal vassal de la province de Mikawa. Il a un profond sens de la justice et succède à Oda dans son effort d'unifier le Japon.
Oda Nagamasu (織田 長益)
Voix japonaise : Tsutomu Isobe (en)
Un jeune frère de Nobunaga.
Ishida Mitsunari (石田 三成)
Voix japonaise : Toshihiko Seki
Un loyal vasse de Toyotomi Hideyoshi.
Les personnages secondaires incluent le porteur d'armes d'origine africaine Yasuke (Voix japonaise : Takaya Kuroda (en)), le spécialiste du thé Hechikan (en), la femme d'Hideyoshi Kita no Mandokoro et sa concubine Lady Chacha, sa mère Ōmandokoro (en) et le peintre Hasegawa Tōhaku.

## Médias

### Manga
Scénarisé et dessiné par Yoshihiro Yamada, Hyōge mono est prépublié dans le Morning entre 2005 et le no 53 du 30 novembre 2017. La série est publiée au format tankōbon par Kōdansha avec un total de 25 volumes sortis entre le 21 décembre 2005 et le 23 janvier 2018,.

### Série d'animation
Hyōge mono est adapté sous la forme d'un anime réalisé par Kōichi Mashimo et produit par Bee Train. Les 39 épisodes composant la série sont diffusés sur NHK du 7 avril 2011 au 26 janvier 2012,,
Le premier générique d'ouverture de la série est Bowl Man interpété par le groupe Cro-Magnon featuring Yoshi Ikuzō (en), et le générique de fin est KIZUNA interprété par Yuki Saitō. En avril 2011, Tsuyoshi Kosuga, membre du groupe Cro-Magnon, est arrêté, soupçonné d'avoir enfreint la loi japonaise sur le contrôle du cannabis,. À la suite de son arrestation, la NHK change le générique de fin pour Naghol Jumping du groupe Quasimode de l'épisode 5 à 10. À partir de l'épisode 11, le générique d'ouverture est changé pour Ebi Sukui inteprété par Taku Takahashi de M-Flo.
En juin 2011, pour des raisons inconnues, le créateur du manga Yoshihiro Yamada et les éditeurs du Morning cessent d'être consultants pour la série et Yamada voit son statut changés dans les crédits, passant de auteur de l'histoire originale à auteur du concept original.

## Distinctions
Hyōge mono remporte le Prix de l'Excellence du 13e Japan Media Arts Festival en 2009, et le Grand Prix du 14e Prix culturel Osamu-Tezuka en 2010.